# كارتاخينا (محطة مترو أنفاق مدريد)

كارتاخينا (بالإسبانية: Cartagena)‏ هي محطة مترو أنفاق في مدريد في إسبانيا، تقع على الخط رقم 7.